# Motoo Tatsuhara
Motoo Tatsuhara (立原 元夫, Tatsuhara Motoo, né le 14 janvier 1913 à Tokyo au Japon et mort en novembre 1988) est un footballeur japonais.